# タコナイト
タコナイト（taconite）は、貧鉱（不純物の多い鉄鉱石）の一種。カナダやアメリカ合衆国で産出する。

## 採掘状況

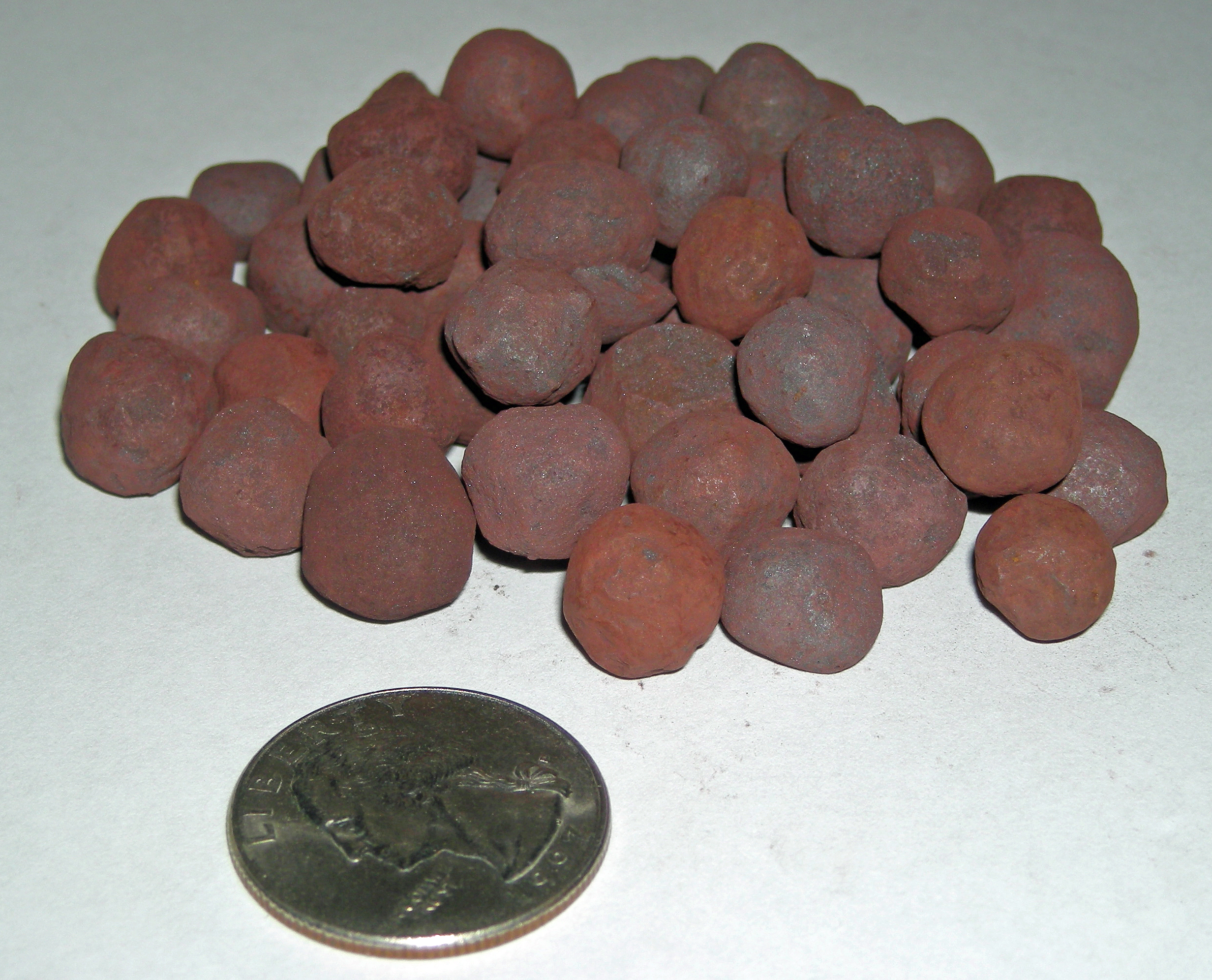
タコナイトは製鉄業に用いられる。画像はタコナイトのペレットとサイズ比較用の25セント貨幣

主に高品位の鉄鉱石（磁鉄鉱）などの採掘が終了した後、残った鉱業用インフラストラクチャーを用いて低品位のタコナイトが採掘される。質より量の勝負となるため、インフラストラクチャーの減価償却の状況、生産地と消費地が近接しない限り採算は合わないとされる。

## アメリカのタコナイト
ミネソタ州ナッシュウォーク郊外、メサビ鉄山で採掘されるものが著名。20世紀初頭に開発されたメサビ鉄山からスペリオル湖湖岸のダルースへ、そこから水運によりシカゴなどへ輸送され、アメリカの高度成長を下支えした。
タコナイトを採掘するキャラクターがプリントされた銀行のマグカップが存在し、現在ではコレクターズアイテムとなっている。そのマグカップは「ファイヤーキング」のもので、現在、かなりのレアアイテムである。